# Karel Janský
Karel Janský (28. dubna 1944 Brno – 12. dubna 2011 Brno) byl český herec.
V letech 1962–1966 vystudoval činoherní herectví na Janáčkově akademii múzických umění v Brně. Po úspěšném zakončení studia se stal členem ansámblu Divadla bratří Mrštíků v Brně, v roce 1996 přejmenovaném na Městské divadlo Brno, kde působil až do své smrti (45 sezón a přes 100 ztvárněných rolí). Kritikou byla dobře hodnocena jeho role Jiřího v inscenaci Kdo se bojí Virginie Woolfové (1992) od Edwarda Albeeho, známý je také jako Willy Loman ve Smrti obchodního cestujícího (1996). Dále hrál např. v My Fair Lady (ze Zelňáku) (1999), v Maškarádě (2004), muzikálu Červený a černý (2007) či naposled jako majordumus Rudolf v Hello, Dolly! (2010).
Ve filmu a televizi se objevoval pouze příležitostně, hrál např. v Četnických humoreskách (1997) nebo v seriálu Okno do hřbitova (2011). Působil také v dabingu, propůjčil svůj hlas Davidu Carradinovi či Larrymu Hagmanovi coby J. R. Ewingovi v seriálu Dallas.